# 松街站
松街站（韓語：송가역）是朝鮮民主主義人民共和國平壤江东郡松街劳动者区的一個鐵路車站，属于平德线和德山线。

## 邻近车站
平德线
金玉站 - 松街站 - 三登站
德山线
松街站 - 德山站